# Los reyes del perreo
Los Reyes del Perreo es un álbum recopilatorio del dúo puertorriqueño Alexis & Fido. Este álbum contiene canciones previas complementados con cinco nuevas, siendo uno de los más destacados la colaboración «Dulce» junto a Arcángel & De la Ghetto. Fue publicado el 19 de septiembre de 2006 bajo los sellos Sony BMG, Norte y Wild Dogz.

## Lista de canciones
| N.º   | Título                                  | Productor(es)        | Duración |  |
| 1.    | «Decidir»                               | DJ Urba & Monserrate | 2:58     |  |
| 2.    | «Me quiere besar»                       | Mekka                | 2:35     |  |
| 3.    | «Dulce» (con Arcángel & De la Ghetto)   | DJ Urba & Monserrate | 3:52     |  |
| 4.    | «La llamada»                            | Danny Fornaris       | 2:59     |  |
| 5.    | «Descontrol» (Alexis con Los Yetzons)   | DJ Urba & Monserrate | 3:08     |  |
| 6.    | «Tócale bocina (Remix)»                 | Kalin & Julian       | 3:04     |  |
| 7.    | «El tiburón» (con Baby Ranks)           | Luny Tunes, Nely     | 2:44     |  |
| 8.    | «Gata michu michu (Remix)»              | DJ Memo              | 3:11     |  |
| 9.    | «Piden perreo» (con Wisin & Yandel)     | Luny Tunes           | 3:22     |  |
| 10.   | «Te pasé el rolo»                       | Luny Tunes           | 2:46     |  |
| 11.   | «El palo»                               | DJ Sonic, N.O.T.T.Y. | 2:52     |  |
| 12.   | «La calle me llama» (Alexis con Yandel) | Luny Tunes, Yomi     | 3:04     |  |
| 13.   | «Ella le gusta»                         | Luny Tunes, Noriega  | 2:13     |  |
| 14.   | «El jinete» (con Wisin)                 | DJ Urba & Monserrate | 3:06     |  |
| 41:53 |                                         |                      |          |  |

## Posicionamiento en listas
| Listas (2006)                        | Mejor posición |
| ------------------------------------ | -------------- |
| Estados Unidos (Latin Rhythm Albums) | 2              |
| Estados Unidos (Top Heatseekers)     | 45             |
| Estados Unidos (Top Latin Albums)    | 30             |